# Flandern-Rundfahrt 1977
Die Flandern-Rundfahrt 1977 war die 61. Austragung der Flandern-Rundfahrt, eines eintägigen Straßenradrennens. Es wurde am 3. April 1977 über eine Distanz von 260 km ausgetragen. Das Rennen wurde von Roger De Vlaeminck vor Walter Godefroot und Jan Raas gewonnen. Der ursprünglich Zweitplatzierte Freddy Maertens wurde nach dem Rennen wegen eines unerlaubten Radwechsels am Koppenberg disqualifiziert und der ursprüngliche Dritte Walter Planckaert wurde nach dem Rennen des Dopings mit einer verbotenen Stimulanz überführt und ebenso disqualifiziert. Der Sieg von Roger De Vlaeminck wurde bei der Siegerehrung mit Buhrufen belegt, weil dieser sich die Hilfe von Freddy Maertens durch finanzielle Unterstützung von 300.000 belgische Francs erkauft haben soll. Roger De Vlaeminck dementierte dies später.

## Teilnehmende Mannschaften
| Profi-Radsportteams (13)- Brooklyn - Maes Pils-Mini Flat - IJsboerke-Colnago - Frisol-Thirion-Gazelle - Sanson - TI-Raleigh - Peugeot-Esso-Michelin - Gitane-Campagnolo - Bianchi-Campagnolo - Magniflex-Torpado - Fiat France - Ebo-Superia - Flandria-Velda-Latina Assicurazioni |
| |

## Ergebnis
|     | Fahrer             | Land        | Team                   | Zeit        |
| --- | ------------------ | ----------- | ---------------------- | ----------- |
| 1   | Roger De Vlaeminck | Belgien     | Brooklyn               | 6 h 44' 00" |
| DSQ | Freddy Maertens    | Belgien     | Flandria-Velda         | + 02"       |
| DSQ | Walter Planckaert  | Belgien     | Maes Pils-Miniflat     | + 2' 00"    |
| 2   | Walter Godefroot   | Belgien     | IJsboerke-Colnago      | gl. Zeit    |
| 3   | Jan Raas           | Niederlande | Frisol-Thirion-Gazelle | gl. Zeit    |
| 4   | Francesco Moser    | Italien     | Sanson                 | gl. Zeit    |
| 5   | Michel Pollentier  | Belgien     | Flandria-Velda         | gl. Zeit    |
| 6   | Frans Verbeeck     | Belgien     | IJsboerke-Colnago      | gl. Zeit    |
| 7   | Marc Demeyer       | Belgien     | Flandria-Velda         | gl. Zeit    |
| 8   | Willy Planckaert   | Belgien     | Maes Pils-Miniflat     | gl. Zeit    |
| 9   | Dietrich Thurau    | Deutschland | TI-Raleigh             | gl. Zeit    |
| DSQ | Guy Sibille        | Frankreich  | Peugeot-Esso-Michelin  | gl. Zeit    |
| 10  | Hennie Kuiper      | Niederlande | TI-Raleigh             | +2' 48"     |